# IC 4299
IC 4299 — галактика типу SBa (компактна витягнута галактика) у сузір'ї Центавр.
Цей об'єкт міститься в оригінальній редакції індексного каталогу.